# Ozalid

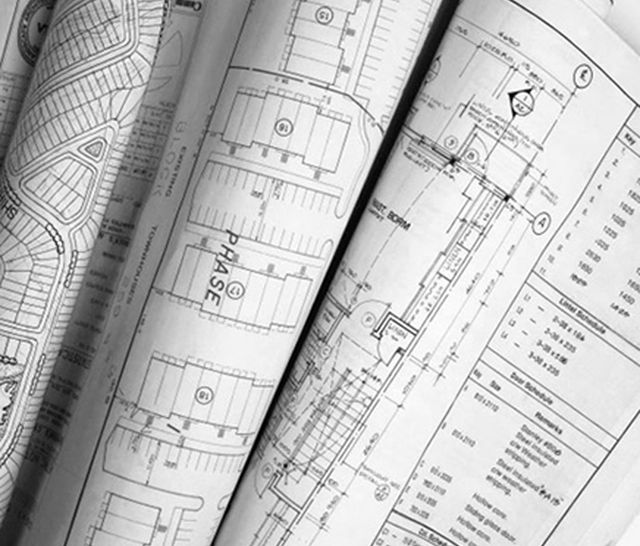
Còpies heliográficas sobre paper Ozalid

Ozalid és la marca registrada d'un tipus de paper que s'utilitzava per a les proves d'impressió en el procediment òfset monocrom clàssic. La paraula "Ozalid" és un anagrama de "diazol" nom de la substància que l'empresa "Ozalid" emprava per fabricar aquest paper.

## Procés
A través d'un procés químic que utilitzava l'amoníac com revelador, després de l'exposició inicial a la llum ultraviolada, aquest paper permetia reproduir la imatge d'una fotolitografia original en blanc i negre (o també d'un "negatiu"), d'un paper vegetal o un altre tipus de suport transparent. El sistema estalviava la utilització de complexos processos d'impressió òfset. Constituint la prova d'impressió en "Ozalid" l'última prova (per a correcció) d'un treball abans de ser imprès, és a dir, abans de la insolació de la placa que s'havia de muntar en les màquines òfset per a la impressió final.

## Fi de cicle
Amb la introducció, en els primers anys del segle xxi, del sistema CTP. (Computer to Plate), que imprimeix directament la placa de òfset sense emprar la fotolitografia, el paper Ozalid va desaparèixer pràcticament sent substituït per les impressions digitals.